# HIP 79431
HIP 79431はさそり座にある11等星である。地球からは約47光年程度の距離しかないが絶対等級が10.5等であるため地球からの視等級は11等になっている。

## 惑星系
2010年にHIP 79431の周囲を公転している惑星が発見された。この惑星は木星の2.1倍程の質量を持ち、恒星から約0.36AU離れたところを公転している。
| 名称 （恒星に近い順） | 質量   | 軌道長半径 （天文単位） | 公転周期 (日) | 軌道離心率 | 軌道傾斜角 | 半径 |
| --------------------- | ------ | ----------------------- | ------------- | ---------- | ---------- | ---- |
| b (Barajeel)          | 2.1 MJ | 0.36                    | 111.7 ± 0.7   | 0.29       | —          | —    |

## 名称
2019年、世界中の全ての国または地域に1つの系外惑星系を命名する機会を提供する「IAU100 Name ExoWorldsプロジェクト」において、HIP 79431はアラブ首長国連邦に割り当てられる系外惑星系となった。このプロジェクトは、「国際天文学連合100周年事業」の一環として計画されたイベントの1つで、アラブ首長国連邦内での選考、国際天文学連合 (IAU) への提案を経て、太陽系外惑星とその母星に固有名が承認されるものであった。2019年12月17日、IAUから最終結果が公表され、HIP 79431はSharjah、HIP 79431 bはBarajeelと命名された。Sharjahは、アラブ首長国連邦の文化の中心地で、教育機関、研究施設、博物館、図書館など文化学術施設が数多くあることにより知の都とみなされているシャールジャ市。Barajeelは、風の流れを建物内へ導いて自然の空調とする「風の塔」という建築様式のことである。